# キャロル・キッド
キャロル・キッド（英語: Carol Kidd、MBE、1945年10月19日 - ）は、スコットランド人ジャズ・シンガー。

## 来歴
キッドは3人の子育てを行いながらホテル運営しており、その副業として歌手活動を始めている。1970年代半ばにヴィブラフォン、ジャズ・サクソフォーン奏者であるジミー・フェイガン率いるバンドのボーカリストとして名を知られるようになる。後にソロ・ボーカリストとしての活動を始めており、フランク・シナトラの招待によりアイブロックス・スタジアムで行われたコンサートに登場している。その後、ロンドンにあるジャズ・クラブ「ロニー・スコッツ・クラブ」やエディンバラでの国際ジャズ・フェスティバルなどへの出演が続いた。リン・レコードと契約し、1990年、後に賞を受けることとなるアルバム『The Night We Called It a Day』をリリースしている。
キッドはその後も精力的にパフォーマンスを行い、アルバムなどを発表した結果、ブリティッシュ・ジャズ・アワードにおいて数々の賞を受賞している。
1998年、その功績から大英帝国勲章「MBE」を授与された。2003年には配偶者と死別している。

## ディスコグラフィ

### スタジオ・アルバム
- Carol Kidd (1984年、Aloi)
- All My Tomorrows (1985年、Aloi)
- 『ナイス・ワーク』 - Nice Work (1987年、Linn)
- The Night We Called It a Day (1990年、Linn)
- 『アイム・グラッド・ウィ・メット』 - I'm Glad We Met (1991年、Linn)
- Crazy for Gershwin (1994年、Linn)
- That's Me (1995年、Linn)
- A Singer for All Seasons (1998年、Jazz Arena)
- A Place in My Heart (1999年、Jazz Arena)
- 『デビュー』 - Debut (2004年、Linn)
- Dreamsville (2008年、Linn)
- 『テル・ミー・ワンス・アゲイン』 - Tell Me Once Again (2010年、Linn) ※with ナイジェル・クラーク
- Auld Lang Syne (2015年、Aurora Music)
- Both Sides Now (2020年、Impex)

### コンピレーション・アルバム
- 『ホエン・アイ・ドリーム〜あなたを夢みて』 - When I Dream (1992年、The Hit Label)
- The Best Of Carol Kidd Volume One (1995年、Linn)
- The Best Of Carol Kidd Volume Two (1995年、Linn)
- Gold (1995年、Linn)
- Somewhere Over The Rainbow (2000年、Synnara Music)
- The Very Best Of Carol Kidd (2005年、Linn)